# Cucullia subcaerulea
Cucullia subcaerulea là một loài bướm đêm trong họ Noctuidae.